# Batman contra Superman: L'alba de la justícia
Batman contra Superman: L'alba de la justícia (títol original en anglès: Batman v Superman: Dawn of Justice) és una pel·lícula de superherois estatunidenca de 2016, basada en els personatges Batman i Superman de DC Comics, distribuïda per Warner Bros.. És la continuació de L'home d'acer de 2013 i el segon lliurament en l'univers estès de DC Comics. Dirigida per Zack Snyder i escrita per Chris Terrio i David S. Goyer, la pel·lícula és protagonitzada per Ben Affleck, Henry Cavill, Amy Adams, Jesse Eisenberg, Diane Lane, Laurence Fishburne, Jeremy Irons, Holly Hunter i Gal Gadot. Aquesta fou la primera pel·lícula d'acció en viu a presentar a Batman i Superman junts, així com la primera pel·lícula amb interpretacions d'acció en viu de la Dona Meravella, Aquaman, Flash i Cyborg. S'ha doblat i subtitulat al català.
La pel·lícula va ser anunciada en la Convenció Internacional de Còmics de Sant Diego de 2013, després de l'estrena de l'home d'acer. Snyder i Goyer van tornar al juny de 2013. Snyder va dir que la pel·lícula s'inspiraria en el còmic The Dark Knight Returns. No obstant això, després, Snyder va aclarir que la pel·lícula no seria una adaptació estricta de la història. La preproducció va començar en la East Los Angeles College a l'octubre de 2013, amb el rodatge iniciant al maig de 2014 a Detroit, Míchigan, amb el rodatge addicional a Chicago, Illinois. La filmació va concloure al desembre de 2014i s'estrenà als Estats Units el 25 de març de 2016, en 2D, 3D i IMAX 3D.

## Argument
Superman s'ha convertit en la figura més controvertida del món. Mentre que molts segueixen creient que és un emblema d'esperança, un altre gran nombre de persones ho consideren una amenaça per a la humanitat. Per a l'influent Bruce Wayne, Superman és clarament un perill per a la societat, el seu poder resulta imprudent i allunyat de la mà del govern. Per això, davant el temor de les accions que pugui dur a terme un superheroi amb uns poders gairebé divins, decideix posar-se la màscara i la capa per posar a ratlla al superheroi de Metròpolis.
Mentre que l'opinió pública debat sobre l'interrogant de quin és realment l'heroi que necessiten, l'Home d'Acer i Batman, enfrontats entre si, se submergeixen en una contesa l'un contra l'altre. La rivalitat entre ells està alimentada pel rancor i la venjança, i gens pot dissuadir-los de lliurar aquesta guerra. Fustigats pel multimilionari Lex Luthor, Batman i Superman es veuen les cares en una lluita sense precedents.
Però les coses es compliquen quan una nova i perillosa amenaça aviat cobra força, posant a tota la humanitat en el major perill que mai s'hagi conegut abans. Aquesta nova i fosca amenaça, que sorgeix amb la figura d'un tercer home amb poders superlatius anomenat Doomsday, pot posar de debò perill al món i causar la destrucció total. Serà llavors quan l'Últim Fill de Krypton i el Cavaller Fosc uneixin les seves forces amb Wonder Woman qui acudirà en la seva ajuda per enfrontar-se tots junts a aquesta amenaçadora nova màquina de matar.

## Repartiment
- Ben Affleck com Bruce Wayne / Batman: Un empresari multimilionari que va jurar protegir Gotham City del món criminal com un vigilant emmascarat.[4][5]
- Henry Cavill com Clark Kent / Superman: Un supervivent kryptonià i un periodista per Daily Planet que protegeix al món sota l'àlies de Superman.
- Gal Gadot com a Diana Prince / Wonder Woman: Una princesa amazona i semideessa filla de Zeus.[6][7][8] Sobre la inclusió del personatge en la pel·lícula el director Zack Snyder va comentar: Va ser increïblement orgànic com Wonder Woman va entrar en la història. El concepte complet va aparèixer, "No guardem gens, usem tot". Llavors l'entrada de Wonder Woman ens va fer comprendre que estàvem més prop de la lliga de la justícia del que pensem, vam comprendre que estàvem a una pel·lícula.[9]
- Amy Adams com Lois Lane: Una reportera per Daily Planet i interès amorós de Clark Kent.[10] Sobre el seu paper, Adams va dir que "Lois segueix sent alguna cosa així com la clau de la informació […] Ella és la noia que surt, l'aconsegueix, l'esbrina, la uneix i tot això, així que està molt involucrada".[11]
- Jesse Eisenberg com Lex Luthor: Un jove, complicat i sofisticat empresari que està obsessionat amb derrotar a Superman.[12][13]
- Diane Lane com Martha Kent: La mare adoptiva de Superman.[10]
- Laurence Fishburne com Perry White: El redactor en cap del periòdic Daily Planet.[10]
- Jeremy Irons com Alfred Pennyworth: El confiable majordom de Bruce Wayne.[12]
- Holly Hunter com June Finch: una Senadora dels Estats Units.[14][15]
- Tao Okamoto com Mercy Greus: L'assistent i responsable de l'anell de seguretat del Lex Luthor.[16]
- Callen Mulvey com Anatoli Knyazev / KGBestia: Ex agent del KGB.
- Jena Malone com Barbara Gordon (tallada de la versió cinematogràfica)[17]
- Scoot McNairy com Wallace Keefe: Un empleat de Wayne Enterprises que va quedar minusvàlid després de la batalla de Metròpolis.

Addicionalment, Jason Momoa és Aquaman: Senyor de la Atlántida i rei dels set mars.Ezra Miller és Barry Allen més conegut com The Flash l'home més ràpid del món, aquest té un cameo en la pel·lícula, Ray Fisher és Victor Stone / Cyborg: Meitat home, meitat màquina; expert en enginyeria mecànica i armes cibernètiques. Harry Lennix i Christina Wren repeteixen els seus papers com el General Swanwick i la Capitana Carrie Ferris, respectivament. Jeffrey Dean Morgan i Lauren Cohan interpreten a Thomas i Martha Wayne, els difunts pares de Bruce Wayne i el Senador Patrick Leahy també té un cameo. Michael Shannon repeteix com el General Zod, mort després dels esdeveniments de L'home d'acer.

## Producció

### Desenvolupament
El juny de 2013, es va anunciar que el director Zack Snyder i el guionista David S. Goyer tornarien per a una seqüela de l'home d'acer, que estava sent realitzada per la via ràpida per Warner Bros. amb l'estudi considerant una estrena de la pel·lícula en 2014. El mes següent, Snyder va confirmar en la Convenció Internacional de Còmics de Sant Diego que la seqüela de l'home d'acer, ara programada a estrenar-se en 2015, tindria a Superman i Batman trobant-se per primera vegada en un format cinematogràfic. Goyer i Snyder co-escriurien la història, amb Goyer escrivint el guió, i Christopher Nolan participant en un paper d'assessor com a productor executiu. Segons Snyder, la pel·lícula s'inspirarà en el còmic The Dark Knight Returns Al novembre de 2013, no obstant això, Snyder va aclarir que la pel·lícula no es basaria en la novel·la gràfica. "Si es fes això, es necessitaria un Superman diferent. Estem introduint a Batman en l'univers en el qual aquest Superman viu ara." Batman v Superman marca la primera aparició de la Dona Meravella en una pel·lícula d'acció en viu, la qual cosa Warner Bros. havia estat desenvolupant ja des de 1996. Al desembre de 2013, Chris Terrio va ser contractat per reescriure el guió, a causa dels compromisos de Goyer en altres projectes. Terrio havia col·laborat prèviament amb Affleck en Argo.
El títol oficial de la pel·lícula, Batman v Superman: Dawn of Justice, va ser revelat al maig de 2014. Snyder va dir que tenir la "v" en el títol en comptes de "vs." era una forma "que no sigui una estricta pel·lícula ‘versus', fins i tot en la forma més subtil." Henry Cavill després va dir, "Jo no l'anomenaria una seqüela de Superman […] Això és Batman versus Superman. És una entitat completament separada. Està introduint al personatge Batman i expandint l'univers, que va ser impulsat per l'home d'acer." Forbes va notar que encara que la pel·lícula es va originar com una seqüela de l'home d'acer, va ser "renovada com un pilot secret per a la Lliga de la Justícia i/o una eventual pel·lícula independent de Batman."
Hans Zimmer tornarà per compondre la banda sonora, emfatitzant el desafiament de no tornar a usar els temes que va establir amb el personatge Batman de la trilogia de Christopher Nolan. Junkie XL també col·laborarà en la música i compondrà el tema per a Batman.

### Càsting

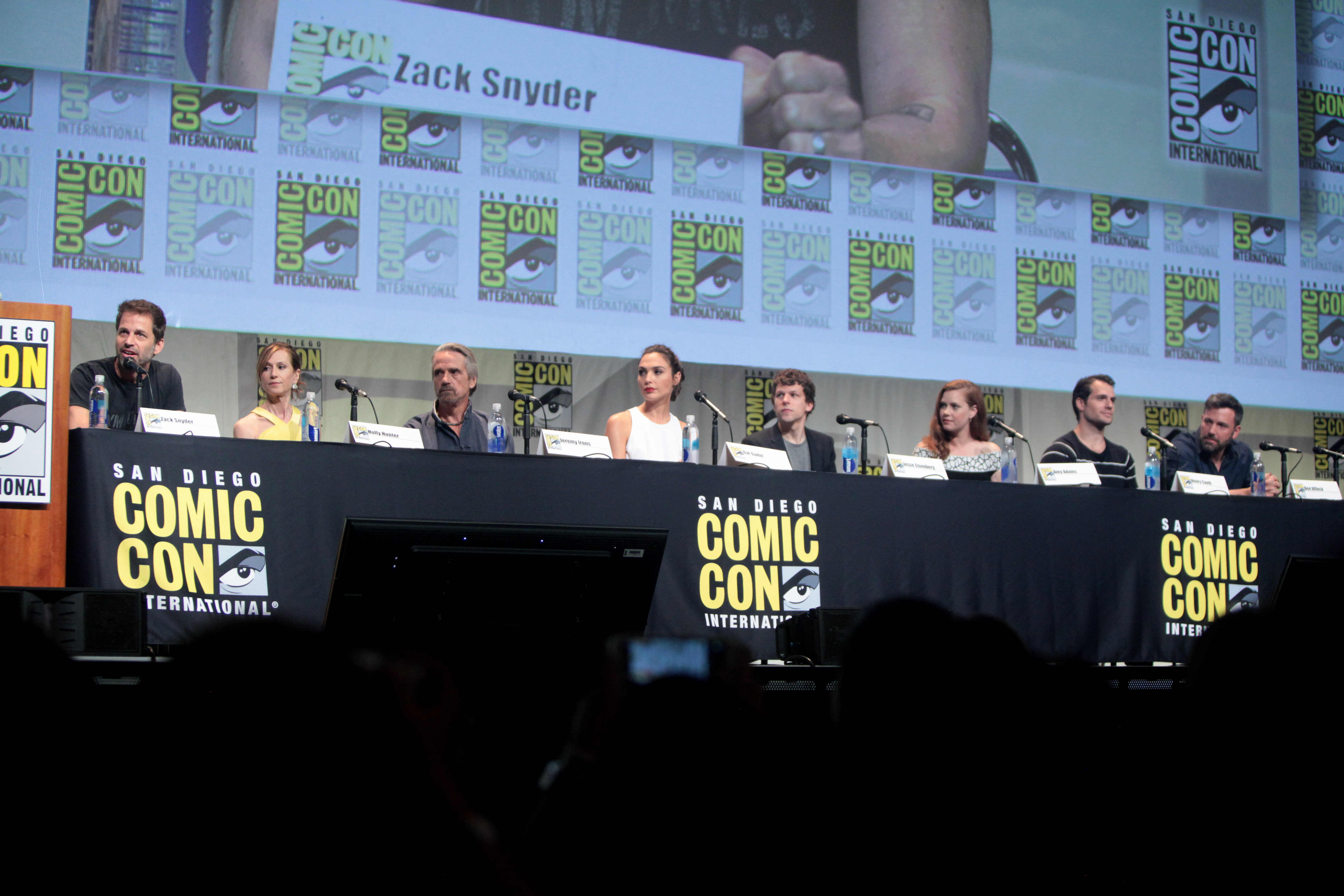
D'esq. a der.: Zack Snyder (director), Holly Hunter, Jeremy Irons, Gal Gadot, Jesse Eisenberg, Amy Adams, Henry Cavill i Ben Affleck a la Comic-Amb de Sant Diego de 2015.

Henry Cavill, Amy Adams, Diane Lane, Laurence Fishburne, Harry Lennix, Christina Wren i Michael Shannon repeteixen els seus papers de l'home d'acer. Unint-se al repartiment estan Ben Affleck com Batman, Gal Gadot com la Dona Meravella, Jesse Eisenberg com Lex Luthor, Jeremy Irons com Alfred Pennyworth, Ray Fisher com Cyborg, Jason Momoa com Aquaman, Ezra Miller com a Flash, Tao Okamoto com l'assistent de Lex Luthor Mercy Greus. i Jena Malone com Barbara Gordon. Scoot McNairy i Callen Mulvey han estat triats en rols indeterminats.
Dawn of Justice és la segona pel·lícula de Affleck com un superheroi de còmic, ell va interpretar a Daredevil en la pel·lícula homònima de 2003, i al principi estava poc inclinat a acceptar interpretar a Batman, citant que sentia "que no encaixava en el motlle tradicional. Però una vegada que Zack em va mostrar el concepte, i que seria diferent a les grans pel·lícules que Christopher Nolan i Christian Beli van fer, però seguiria amb la tradició, jo estava emocionat." Affleck va dir prèviament en 2006 que Daredevil "m'havia inoculat d'interpretar alguna vegada a un altre superheroi". Snyder va sentir que triar a un Batman més vell seria una juxtaposició estratificada per a un Superman més jove, que "porta les cicatrius d'un experimentat combatent del crim, però reté l'encant que el món veu en el multimilionari Bruce Wayne." Nolan va participar en l'elecció de Affleck i va ser el primer actor al qual Snyder es va apropar per al paper. El director també ha discutit el paper amb Josh Brolin. Christian Bale va admetre que volia interpretar a Batman una altra vegada després de El cavaller fosc: la llegenda reneix de la trilogia de Nolan, encara que va dir que el seu Batman no pertany a cap altra pel·lícula i Warner Bros. mai es va apropar a ell per interpretar el paper novament.
Snyder va comentar sobre l'elecció de Eisenberg com Luthor, "Tenir a Jesse en el paper ens permet explorar aquesta interessant dinàmica, i també prendre al personatge en algunes adreces noves i inesperades." Olga Kurylenko va ser considerada per al paper de la Dona Meravella abans que Gadot fos triada. El productor Charles Roven va revelar que la seva encarnació de la Dona Meravella usaria l'origen del personatge en The New 52, on el personatge seria una semideessa, i la filla de Zeus. Això es desvia dels orígens originals del personatge, on era "una figura d'argila portada a la vida pels déus". Dawn of Justice és el debut en cinema de Ray Fisher, i la primera pel·lícula d'acció en viu a tenir a Cyborg, el paper del qual es farà més significant en futures pel·lícules de DC Comics. També és el debut en cinema d'acció en viu de Aquaman.
L'elecció de Affleck va causar una significant reacció negativa dels fans dels còmics, amb múltiples peticions en línia demandant que se li retiri el paper; al contrari dels anteriors intèrprets de Batman, ell no era considerat prou intimidant per al paper pels protestants. A través de les xarxes socials, els fans van criticar la figura petita de Gadot en contrast a la figura de guerrera de la Dona Meravella en els còmics. Responent a això, Gadot va dir que ha estat participant en diversos règims d'entrenament per aconseguir un cos que s'assembli més al material original. Els fans van criticar l'elecció de Eisenberg com Luthor, sentint que era molt jove per al paper, i no prou imponent físicament.

### Disseny
Michael Wilkinson repeteix els seus paper com a dissenyador de vestuari. Ell va actualitzar el vestit de Superman de l'home d'acer lleugerament perquè "se senti fresc i adequat per a aquest lliurament de l'univers de còmic de Zack Snyder." El primer battrage que apareix en la pel·lícula està inspirat en el qual es veu en The Dark Knight Returns; al contrari dels vestits vists en pel·lícules d'acció en viu de Batman anteriors, aquest està fet de tela en comptes d'armadura. Una imatge del vestit de la Dona Meravella es va revelar en la Comic-Con de Sant Diego 2014, en la qual el vestit desatura els colors vermell, blau i daurat que estan en el vestit de la majoria de les versions del personatge. Un segon battrage va ser també revelat en la Comic-Con, i al contrari del primer, és una armadura. L'aspecte de Aquaman en aquesta pel·lícula, al contrari de la majoria de les versions del personatge, que el mostren en un vestit de busseig verd i taronja brillant, el mostra "tatuat amb patrons d'aspecte maorí", i usant un vestit "abillat amb tons d'or, negre i armadura de plata".

### Rodatge
Al setembre de 2013, Larry Fong es va unir a l'equip com a director de fotografia després d'haver treballat amb Zack prèviament de 300, Watchmen i Sucker Punch. Inicialment el rodatge va començar el 19 d'octubre de 2013, en East Los Angeles College per rodar un joc de futbol americà entre la Universitat de Ciutat Gòtica i el seu rival la Universitat Estatal de Metròpolis. Al final del mes, va iniciar la construcció a la granja Kent vista en L'home d'acer per a la pel·lícula. El rodatge involucrant al repartiment principal de la pel·lícula va començar el 19 de maig de 2014, a Detroit, Míchigan, amb escenes amb Gal Gadot com a Diana Prince sent rodades el 16 de maig. El rodatge addicional va començar a Chicago, Illinois al novembre de 2014. Entre les altres locaciones es van trobar els Michigan Motion Picture Studios, l'Eli and Edythe Broad Art Museum a la Universitat Estatal de Míchigan, Yorkville, Illinois i Nou Mèxic. Algunes seqüències de la pel·lícula, incloent una escena retratant l'assassinat dels pares de Bruce Wayne, van ser rodades usant càmeres IMAX. Els rodatges prevists al Marroc es van traslladar a Nou Mèxic a causa d'incidents vinculats a l'epidèmia d'ébola de 2014-2015. El rodatge va finalitzar al desembre de 2014.

## Recepció
Batman v Superman: Dawn of Justice ha rebut crítiques mixtes a negatives de part de la crítica i positives per part de l'audiència. Al portal d'internet Rotten Tomatoes, la pel·lícula posseeix una qualificació de 29%, basada en 255 ressenyes, amb una puntuació de 5/10 per part de la crítica, mentre que l'audiència li ha donat una qualificació de 73%, basada en més de 155 000 usuaris, amb una puntuació de 3.8/5. La pàgina Metacritic li ha donat a la pel·lícula una puntuació de 44 de 100, basada en 50 crítiques, indicant "ressenyes mixtes". Les audiències de CinemaScore li van donar al film una puntuació mitjana de "B" en una escala de A+ a F, mentre que en el lloc IMDB els usuaris li han donat una puntuació de 7.5/10, sobre la base de més de 109 000 vots. En SensaCine ha rebut una aprovació de 4.4/5.

## Estrena i versió ampliada
L'estrena mundial de la cinta va ser el passat 19 de març a l'Auditori Nacional de la Ciutat de Mèxic davant 10 000 espectadors, seguit d'una segona estrena el dia 20 a la Ciutat de Nova York. Batman v Superman: Dawn of Justice va estar programada a estrenar-se en Mexico el 24 de Març, i als Estats Units i el Regne Unit el 25 de març de 2016, en 3D. El gener de 2014, Warner Bros. va anunciar que la pel·lícula havia estat retardada de la seva data d'estrena original el 17 de juliol de 2015, i moguda al 6 de maig de 2016, per donar-li als cineastes "temps per realitzar plenament la seva visió, donada la complexa naturalesa visual de la història. La decisió es va prendre després del desplaçament de l'inici de la producció al segon trimestre d'aquest any." La data d'estrena va ser moguda una vegada més a l'agost de 2014 del 6 de maig de 2016 al 25 de març de 2016, amb un coneixedor de Warner Bros. dient que l'estudi no es va acovardir respecte a que la data d'estrena inicial de la pel·lícula sigui el mateix dia que Captain America: Civil War de Marvel Studios, però que març de 2016 era un "passadís fantàstic" per a ells. En la Licensing International Expo 2015, Warner Bros. Consumer Products va anunciar que s'aliaran amb Mattel, Llec, Rubies, Thinkway Toys, Junkfood, Bioworld i Conversi, per vendre mercaderia relacionada amb la pel·lícula.

### Versió per a DVD I Blu-ray amb classificació R (MPAA)
Home Enternainment va registrar davant la MPAA una versió ampliada R per a la pel·lícula Batman v Superman:Dawn Of Justice. Segons apunta el portal de Entertainment Weekly, tindrem una versió que serà molt crua, la qual cosa significa que per a la versió de DVD i Blu-ray tindrà una classificació R, majors de 17 anys, però serà així per algunes "seqüències de violència" que no es mostraran als cinemes, segons Warner Bros diuen que el títol per a la versió ampliada es dirà "Batman v Superman:Dawn Of Justice Ultimate Edition". També es reintegressin les escenes eliminades de l'actriu Jena Malone, qui es presumeix interpreta a Barbara Gordon, àlies Batichica.

## Futur
Batman v Superman: Dawn of Justice accelerarà un univers compartit amb personatges de DC Comics. Warner Bros. ja havia planejat una pel·lícula de la Lliga de la Justícia en 2008 amb George Miller com a director, però va ser cancel·lada i l'estudi va decidir fer un reboot amb L'home d'acer en el seu lloc. Poc després de la fi del rodatge de l'home d'acer al juny de 2012, Warner Bros. va contractar a Will Beal per fer el guió d'una nova pel·lícula de la Lliga de la Justícia. Beall va ser reemplaçat per Goyer després de l'estrena de l'home d'acer i a l'abril de 2014 es va anunciar que Zack Snyder continuarà a Dawn of Justice com a director de Justice League, a estrenar-se en 2017. Chris Terrio va reemplaçar a Goyer com a guionista. S'espera que Henry Cavill, Ben Affleck, Gal Gadot, Jason Momoa i Ray Fisher repeteixin els seus papers. A l'octubre de 2014, es va anunciar que Justice League seria una pel·lícula de dues parts, amb Snyder dirigint ambdues parts. La segona pel·lícula està programada a estrenar-se en 2019.